# Art banking
Art banking – jedna z usług w ramach oferty private banking, obejmująca profesjonalne doradztwo w kolekcjonowaniu dzieł sztuki.
Klient korzystając z tej usługi otrzymuje pomoc w nabywaniu dzieł sztuki, ich wycenie czy potwierdzeniu autentyczności. Bank ocenia stan techniczny dzieła oraz panującą sytuację na rynku dzieł sztuki. W ramach oferty art banking bank również reprezentuje klienta na aukcjach, negocjuje cenę oraz pozostałe warunki transakcji. Ponadto zapewnia bezpieczny transport, przechowywanie, ubezpieczenie i konserwację eksponatów.
Pierwszym bankiem na świecie, który zaoferował usługi art banking, był szwajcarski bank UBS. W 1998 roku utworzył on departament Art Banking and Gold & Numismatics, którego zadaniem było pozyskiwanie dla zamożnych klientów dzieł sztuki czy zbiorów kolekcjonerskich.